# Tim Thomerson
Joseph Timothy Thomerson (Coronado, 8 aprile 1946) è un attore statunitense.

## Filmografia

### Cinema
- Which Way Is Up?, regia di Michael Schultz (1977)
- Ricorda il mio nome (Remember My Name), regia di Alan Rudolph (1978)
- Record City, regia di Dennis Steinmetz (1978)
- Un matrimonio (A Wedding), regia di Robert Altman (1978)
- Carny - Un corpo per due uomini (Carny), regia di Robert Kaylor (1980)
- Dissolvenza in nero (Fade to Black), regia di Vernon Zimmermann (1980)
- Uragano di fuoco (St. Helens), regia di Ernest Pintoff (1980)
- State uniti in America (Some Kind of Hero), regia di Michael Pressman (1982)
- Scuola di sesso (Jekyll and Hyde... Together Again), regia di Jerry Belson (1982)
- Honkytonk Man, regia di Clint Eastwood (1982)
- Tempesta metallica (Metalstorm: The Destruction of Jared-Syn), regia di Charles Band (1983)
- Fratelli nella notte (Uncommon Valor), regia di Ted Kotcheff (1983)
- Nick lo scatenato (Rhinestone), regia di Bob Clark (1984)
- Un ponte di guai (Volunteers), regia di Nicholas Meyer (1985)
- Alien - Zona di guerra (Zone Troopers), regia di Danny Bilson (1985)
- Trancers - Corsa nel tempo (Trancers), regia di Charles Band (1985)
- L'aquila d'acciaio (Iron Eagle), regia di Sidney J. Furie (1986)
- Ratboy, regia di Sondra Locke (1986)
- Il buio si avvicina (Near Dark), regia di Kathryn Bigelow (1987)
- Bambola meccanica mod. Cherry 2000 (Cherry 2000), regia di Steve DeJarnatt (1987)
- Tigre reale (A Tiger's Tale), regia di Peter Douglas (1988)
- Tipi sbagliati (The Wrong Guys), regia di Danny Bilson (1988)
- Chi è Harry Crumb? (Who's Harry Crumb?), regia di Paul Flaherty (1989)
- Air America, regia di Roger Spottiswoode (1990)
- Trancers II: The Return of Jack Deth, regia di Charles Band (1991)
- Dollman, regia di Albert Pyun (1991)
- Eddie Presley, regia di Jeff Burr (1992)
- Radio Alien (Bad Channels), regia di Ted Nicolaou (1992)
- Il potere della mente (Trancers III), regia di C. Courtney Joyner (1992)
- Cyborg - La vendetta (Nemesis), regia di Albert Pyun (1992)
- Giocattoli assassini (Demonic Toys), regia di Charles Band (1993)
- The Harvest, regia di David Marconi (1993)
- Knights - I cavalieri del futuro (Knights), regia di Albert Pyun (1993)
- Brain Smasher... il buttafuori & la modella (Brain Smasher... A Love Story), regia di Albert Pyun (1993)
- Fleshtone, regia di Harry Hurwitz (1994)
- Per cause naturali (Natural Causes), regia di James Becket (1994)
- I cavalieri interstellari (Trancers 4: Jack of Sword), regia di David Nutter (1994)
- Hong Kong '97, regia di Albert Pyun (1994)
- Cavalieri interstellari: Ultimo atto (Trancers 5: Sudden Deth), regia di David Nutter (1994)
- Cyborg Terminator 3 (Nemesis III: Prey Harder), regia di Albert Pyun (1996)
- Blast, regia di Albert Pyun (1997)
- Paura e delirio a Las Vegas (Fear and Loathing in Las Vegas), regia di Terry Gilliam (1998)
- Caccia al serial killer (The Crimson Code), regia di Jeremy Haft (1999)
- Trappola negli abissi (Submerged), regia di Fred Olen Ray (2000)
- Invasion X (They Crawl), regia di John Allardice (2001)
- Gioco nella tempesta (Gale Force), regia di Jim Wynorski (2002)
- Impatto criminale (Con Express), regia di Terry Cunningham (2002)
- Scatto mortale - Paparazzi (Paparazzi), regia di Paul Abascal (2004)

### Televisione
- Angie – serie TV (1979-1980)
- I novellini (The Associates) – serie TV, 13 episodi (1979-1980)
- Maggiordomo per signora (The Two of Us) – serie TV (1981-1982)
- La signora in giallo (Murder, She Wrote) - serie TV, episodi 1x16-6x17 (1985-1990)
- Su e giù per Beverly Hills (Down and Out in Beverly Hills) – serie TV (1987)
- La rivincita dell'incredibile Hulk (The Incredible Hulk Returns) – film TV, regia di Nicholas Corea (1988)
- Flash - serie TV, 1 episodi (1990-1991)
- Due poliziotti a Palm Beach (Silk Stalkings) – serie TV (1993-1997)
- The Cisco Kid, regia di Luis Valdez - film TV (1994)
- Mike Land: professione detective (Land's End) – serie TV, 22 episodi (1995-1996)
- Viper – serie TV (1996)
- Il mutante (Project Viper), regia di Jim Wynorski – film TV (2002)
- Swarmed - Lo sciame della paura (Swarmed) – film TV, regia di Paul Ziller (2005)
- Shameless – serie TV (2011)

## Doppiatori italiani
Nelle versioni in italiano delle opere in cui ha recitato, Tim Thomerson è stato doppiato da:
- Romano Malaspina in Un matrimonio, La signora in giallo (ep. 6x17)
- Luciano De Ambrosis ne Il profumo del potere, Chi è Harry Crumb?
- Dario De Grassi in Blast, Il mutante
- Angelo Nicotra in Starsky & Hutch, Air America
- Cesare Barbetti in L'aquila d'acciaio
- Claudio Capone in Moonlighting
- Massimo Dapporto in Angie
- Sandro Iovino in La signora in giallo (ep. 1x16)
- Nando Gazzolo ne Il buio si avvicina
- Diego Reggente in La rivincita dell'incredibile Hulk
- Dario Penne in Mike Land: professione detective
- Mario Cordova in Flash[1]
- Franco Zucca in Su e giù per Beverly Hills
- Massimo Milazzo in Swarmed - Lo sciame della paura
- Pierluigi Astore in Devil on the Mountain
- Sergio Di Giulio ne I cavalieri interstellari
- Giorgio Bonino in Trancers - Corsa nel tempo
- Emidio La Vella in Shockwave - L'attacco dei droidi
- Pasquale Anselmo in Air America (ridoppiaggio)